# فرودگاه بژا

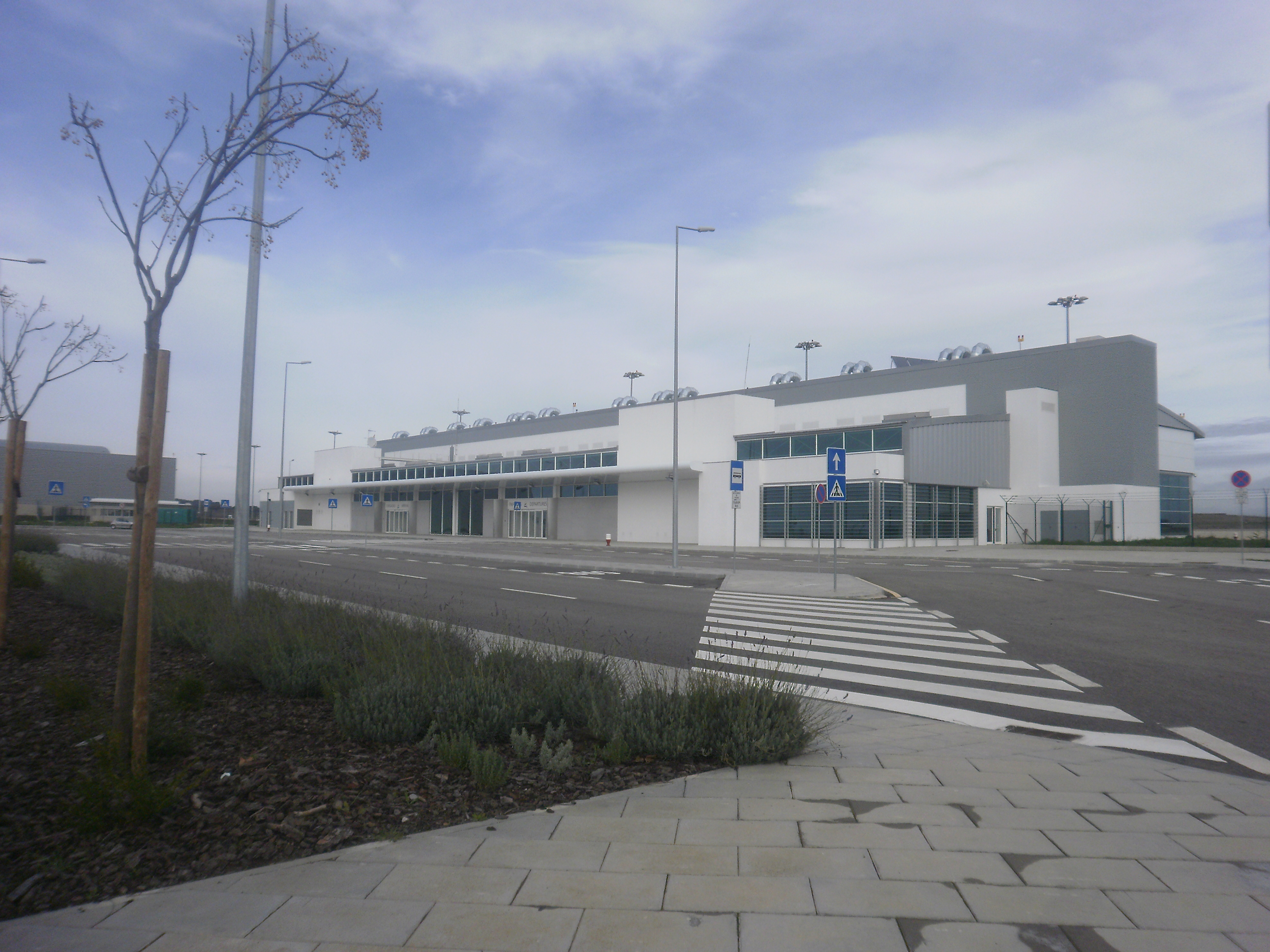
فرودگاه بژا

فرودگاه بژا (به انگلیسی: Beja Airport) (به زبان بومی: Aeroporto de Beja) یک فرودگاه همگانی با کد یاتا BYJ است که یک باند فرود آسفالت دارد و طول باند آن ۳۵۰۰ متر است. این فرودگاه در شهر بژا (پرتغال) کشور پرتغال قرار دارد .